# Nina Leen
Nina Leen (geborene Mina Lessnik; * 19. April 1906 in Odessa, Russisches Kaiserreich; † 1. Januar 1995 in New York City, USA) war eine russisch-amerikanische Fotografin. Sie war eine der ersten weiblichen Fotografinnen bei dem amerikanischen Magazin LIFE.

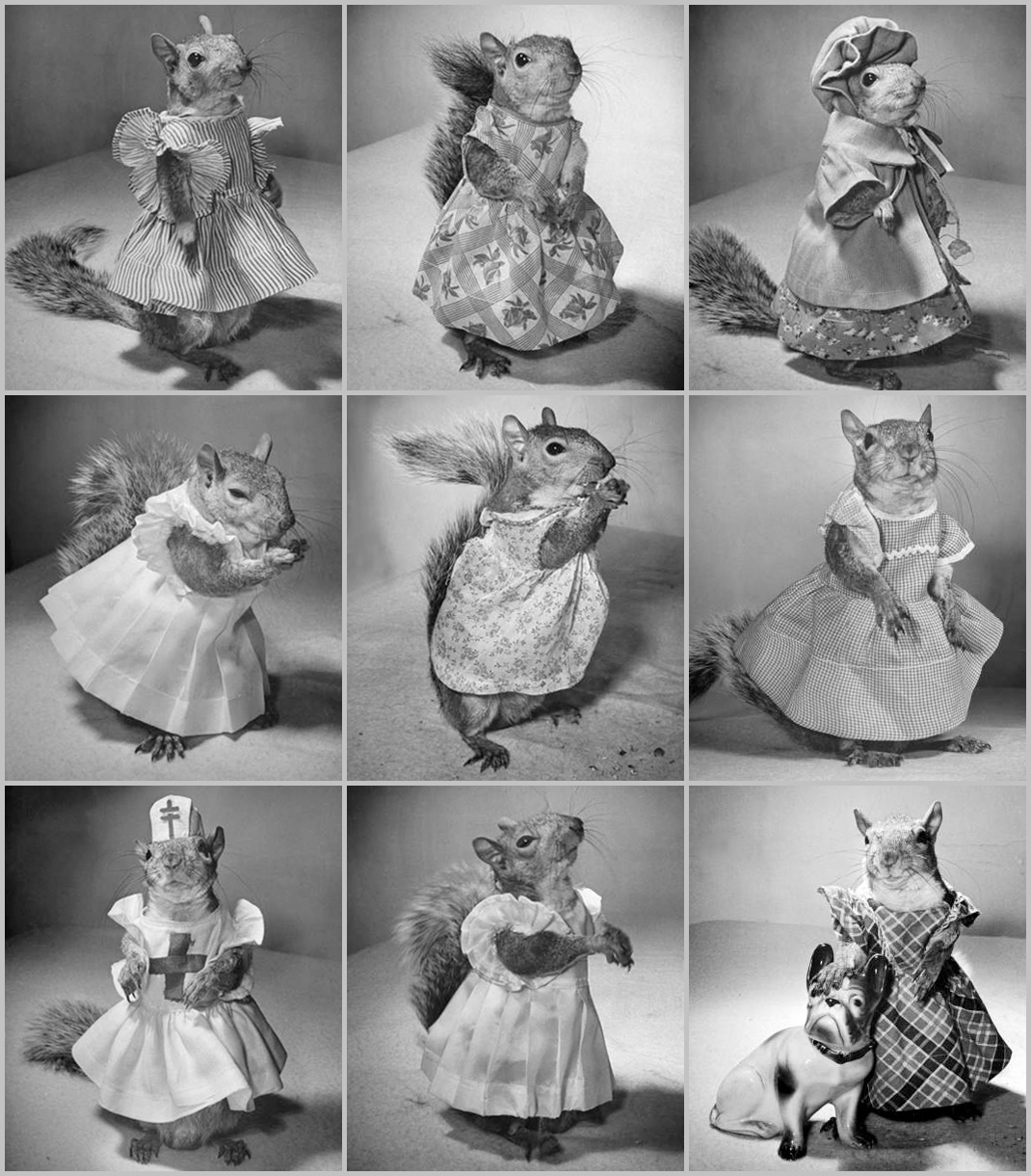
Fotos von Tommy Tucker, einem zahmen Grauhörnchen

## Leben und Werk
Leen wurde in Odessa als Mina Lessnik geboren, Tochter von Abram Lessnik und Marie, geb. Klusner. Sie wuchs in Europa auf, studierte Malerei in Berlin, bevor sie 1939 in die Vereinigten Staaten auswanderte. Mit ihrer ersten Kamera, einer Rolleiflex, brachte sie sich selbst das Fotografieren bei.
Auf Drängen von Freunden reichte sie ihre ersten Bilder, eine Reihe von Fotos alter Schildkröten im Bronx Zoo, bei der Zeitschrift LIFE ein. Das Magazin veröffentlichte die Bilder in seiner Ausgabe vom 1. April 1940 und Leen wurde Vertragsfotografin, die bis Ende 1972, als das Magazin eingestellt wurde, dort arbeitete. Obwohl sie oft als eine der ersten weiblichen Fotografinnen bei LIFE bezeichnet wird, war sie nie offiziell Mitarbeiterin des Magazins.
Am 4. Juni 1940 heiratete sie den in Russland geborenen Fotografen Sergei Balkin. In den folgenden Jahren berichtete sie erfolgreich über Pariser Modenschauen und fotografierte Models. Gleichzeitig produzierte sie Porträts berühmter Persönlichkeiten wie Schauspieler und Mitglieder der königlichen Familie sowie Architekturfotografie und fotografierte Tiere wie ihren Hund Lucky, das Grauhörnchen Tommy Tucker und Fledermäuse. 1944 erschien im Life-Magazin ein Bericht über das Grauhörnchen Tommy Tucker mit ihren Fotos, die es in verschiedenen Bekleidungen zeigten.
Im Jahr 1949 berichtete ihr Kollege Leonard McCombe über eine Geschichte in Texas, als er auf einen toten Hund und seinen flohverseuchten, aber lebendigen Welpen stieß. Combe, der nicht in der Lage war, die Kreatur einfach zurückzulassen, schickte ihn zu den LIFE-Büros in New York, wo Leen ihn adoptierte. In kürzester Zeit wurde der Hund mit dem Spitznamen Lucky zu Amerikas Haustier. Nina nahm Lucky überall mit hin und dokumentierte die Abenteuer des Hundes nach der Rettung in Folgeartikeln, einem Buch und einem Kurzfilm. Sie war auch eine der produktivsten und versiertesten Modefotografen, die LIFE je hatte, und begleitete die Pariser Shows in den 1940er Jahren.
Sie interessierte sich für die Erfassung der Psychologie, Ästhetik und Erwartungen, die mit der amerikanischen Nachkriegskultur der 1940er und 1950er Jahre verbunden waren, und präsentierte Fotos von amerikanischen Teenagern, Frauen und Berufstätigen sowie Gruppenporträts von Menschen einer aufstrebenden Wirtschaft. Sie tauchte mit ihren Fotos in die Enthüllung komplexerer Aspekte des amerikanischen täglichen und gesellschaftlichen Lebens ein. Dies wurde 1941 in den Fotoserien The Young Women’s Republican Club of Milford und 1953 in Consider the Lowly deutlich.

## Gruppenfoto der Irascibles und Foto auf der Voyager Golden Record

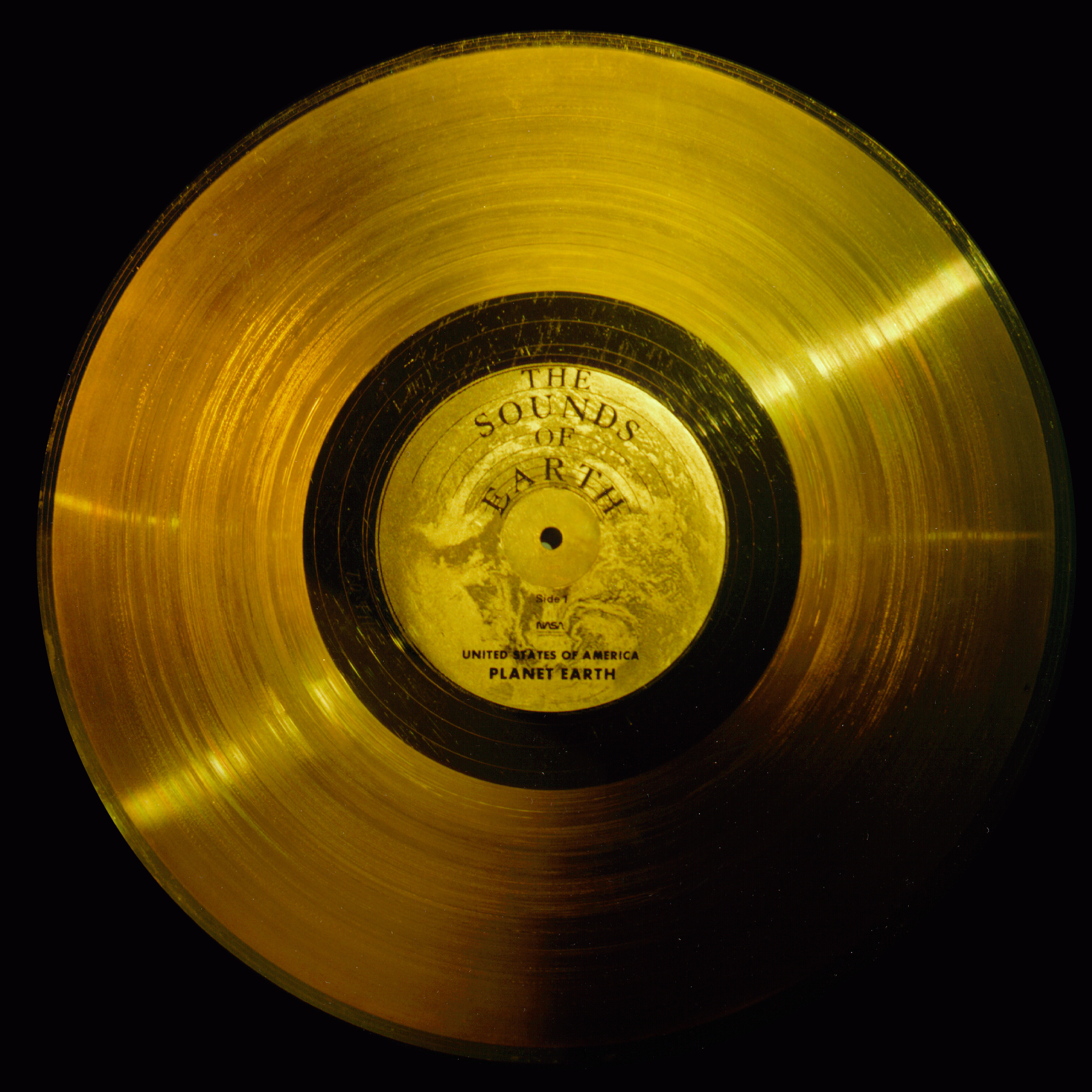
An Bord der Voyagers 1 und 2 fliegen zwei identische Datenplatten mit Bild- und Toninformationen, die die Geschichte der Erde weit in den Weltraum tragen. Die vergoldeten 12-Zoll-Kupferscheiben enthalten Grüße in 60 Sprachen, Musikbeispiele aus verschiedenen Kulturen und Epochen sowie natürliche und künstliche Geräusche von der Erde. Sie enthalten auch elektronische Informationen, die eine fortschrittliche technologische Zivilisation in Diagramme und Fotografien umwandeln könnte.

The Irascibles oder Irascible 18 waren eine Gruppe amerikanischer abstrakter Künstler, die 1950 einen offenen Protestbrief an Roland L. Redmond, den damaligen Präsidenten des Metropolitan Museum of Art in New York City, unterzeichneten. Der Brief wurde als Protest geschrieben gegen die Weigerung des Museums, Werke des Abstrakten Expressionismus in eine große Retrospektive von American aus dem Jahr 1950 aufzunehmen. Das LIFE-Magazine beschloss, die Geschichte in der Ausgabe vom 15. Januar 1951 zu behandeln, indem es ein Porträt der Unterzeichner mit der Bezeichnung Irascibles aufnahm. Leen machte im November 1950 ein Fotoshooting in einem Studio in der 44th Street, wo sie insgesamt zwölf Fotos machte, von denen eines in der Zeitschrift veröffentlicht wurde. Die vorgestellten Künstler waren Theodoros Stamos, Jimmy Ernst, Barnett Newman, James Brooks, Mark Rothko, Richard Pousette-Dart, William Baziotes, Jackson Pollock, Clyfford Still, Robert Motherwell, Bradley Walker Tomlin, Willem de Kooning, Adolph Gottlieb, Ad Reinhardt und Hedda Sterne, während Weldon Kees, Hans Hofmann und Fritz Bultman nicht anwesend waren. Die Veröffentlichung des Fotos verschaffte den Künstlern sofortige Bekanntheit und Anerkennung und half ihnen, sich als erste Generation amerikanischer abstrakter Expressionisten zu etablieren.
Ein weiteres Gruppenporträt entstand ebenfalls um 1950 und zeigte vier Generationen einer Bauernfamilie aus Ozark. Dieses besondere Porträt wurde später von Carl Sagan ausgewählt und war das 38. Bild der 115 Bilder auf der Voyager Golden Record, die an Bord der beiden 1977 gestarteten Voyager-Raumsonden mitgeführt wurden.
Leen hat in den drei Jahrzehnten, in denen sie für LIFE fotografierte, mehr als 50 Cover und unzählige Reportagen und Fotoessays aus der ganzen Welt erstellt. In den 1970er Jahren produzierte sie durchschnittlich zwei Bücher pro Jahr und veröffentlichte 15 Bücher über Fledermäuse.
Sie starb am 1. Januar 1995 88-jährig in ihrem Haus in New York.

## Fotografien von Nina Leen (Auswahl)

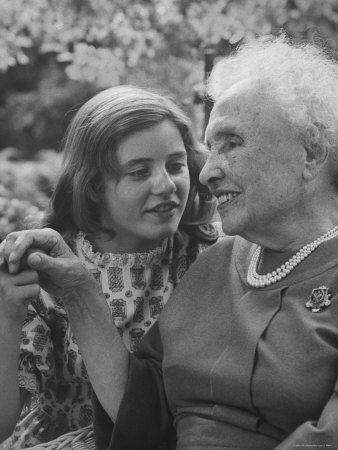
Schauspielerin Patty Duke mit Helen Keller
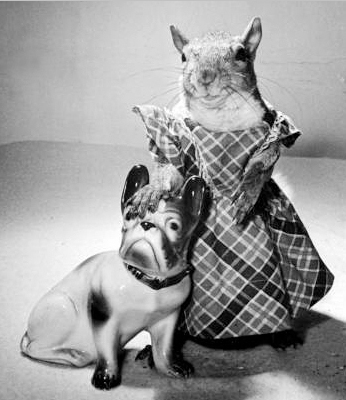
Tommy Tucker
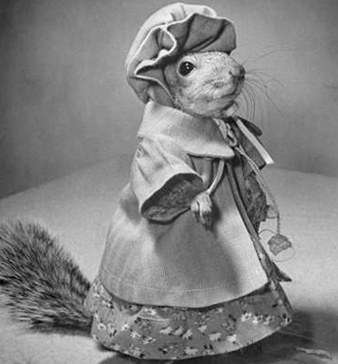
Tommy Tucker

## Ausstellungen (Auswahl)
- 1951: Memorable Life Photographs, MoMA
- 1955: The Family of Man, MoMA
- 1965: The Photo Essay, MoMA
- 2015: Nina Leen: Lenslady, Daniel Cooney Fine Art Gallery, New York City

## Veröffentlichungen (Auswahl)
- Women, Heroes and a Frog. ISBN 978-0393086133.
- Love, Sunrise and Elevated Apes
- The World of Bats. FisicalBook, 1969, ISBN 978-0030828751.
- Cats. Henry Holt & Co, 1980, ISBN 978-0030523311.
- Rare and Unusual Animals. Henry Holt & Co, 1981, ISBN 978-0030574788.
- Monkeys. Henry Holt & Co, 1978, ISBN 978-0030440014.
- The Snakes. Henry Holt & Co, 1978, ISBN 978-0030399268.